# Thomas Seeauer
Thomas Seeauer (* um 1485 in Bad Goisern; † um 1586) war  Wasserbauingenieur und ein leitender Angestellter der kaiserlichen Saline (Klaus- und Wasserbaumeister). 

## Tätigkeit

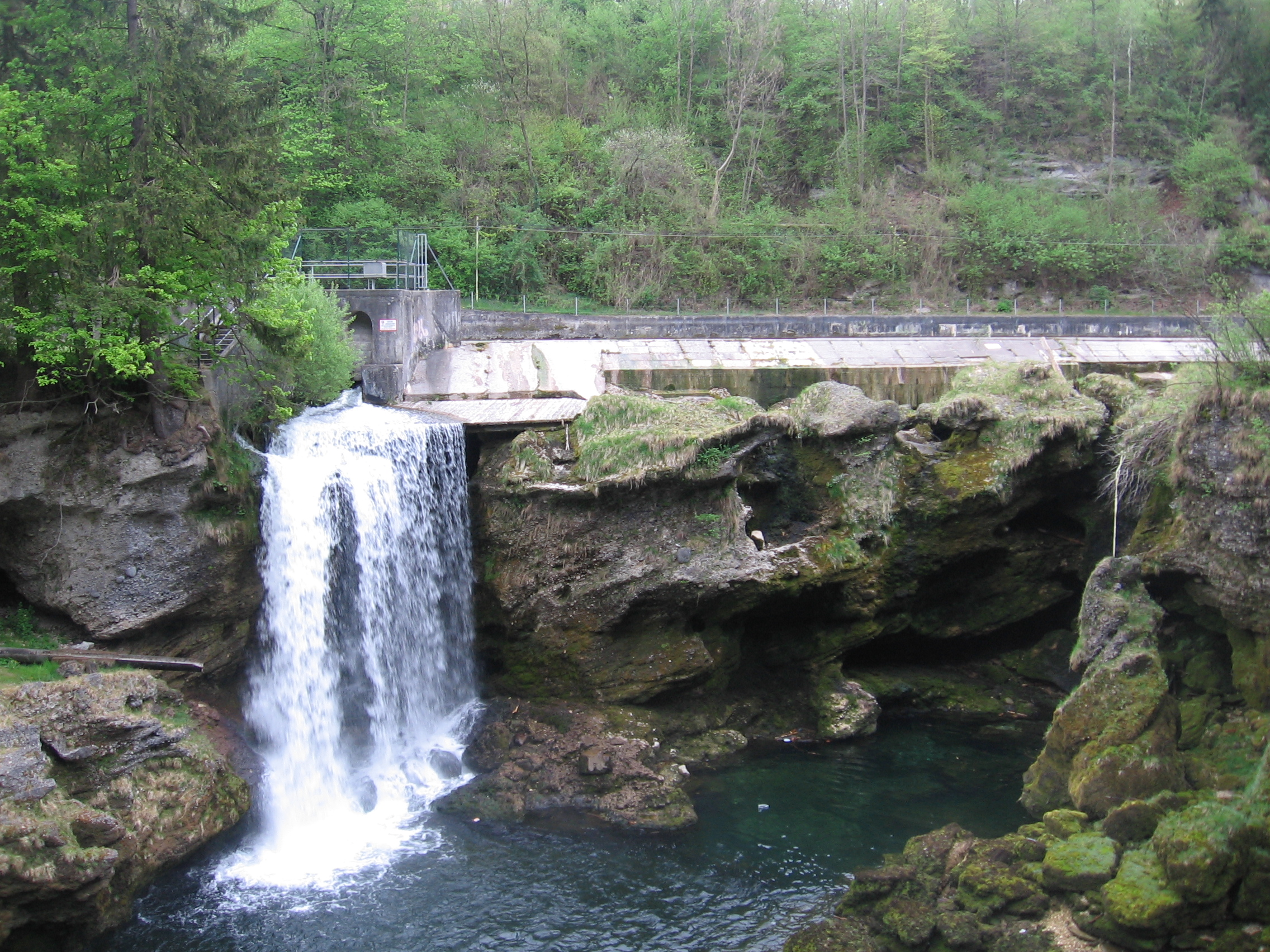
Traunfall

Thomas Seeauer war kaiserlicher Wald- und Forstmeister zu Hallstatt. Er erbrachte herausragende technische Leistungen bei der Gewässerregulierung durch die Schiffbarmachung der Traun, insbesondere des Traunfalls, dann der Enns und der Moldau (von Budweis bis Prag). Eine seiner Meisterleistungen war die Konstruktion der Seeklause in Steeg, die das Wasser des Hallstätter Sees aufstaute und dann die schwer beladenen Salzschiffe mit einem Wasserschwall durch sämtliche Untiefen ungefährdet die Traun abwärts schickte. Er machte nicht nur die Traun schiffbar, sondern außerhalb seines wichtigsten Wirkungsbereiches auch die Moldau und ermöglichte dadurch die geordnete Salzwirtschaft mit Böhmen. Ebenso machte er die Enns und die Mur schiffbar.

## Bauten
- 1549–1555 Leitung des Ausbaus der Schifffahrt an der Moldau von Budweis bis Prag.
- 1552–1554 Bau des etwa 400 m langen Holzkanals am Traunfall; es kam damit zum endgültigen Ausbau des Wasserfalls zum „fahrbaren Fall“.
- 1572 wurde die 1511 errichtete Klause von Steeg (Gemeinde Bad Goisern) durch ein Hochwasser zerstört. 1573 erbaute Thomas Seeauer mit damals revolutionären Verfahren eine neue Seeklause in Steeg, damit die Salzflößer die mit Salz beladenen Schiffe auf dem Schwall stromabwärts flößen konnten. An dem Ort, wo der Hallstätter See wieder in die Traun mündet, steht noch heute diese technische Meisterleistung der Renaissance (im gleichen Jahr entwarf z. B. Leonardo da Vinci ein horizontal angeordnetes Wasserrad nach dem Turbinen-Prinzip).

## Auszeichnungen
- Seeauer wurde 1582 wegen seiner Verdienste bei der Errichtung von Wasserbauten an der Traun, Moldau, Enns und Mur von Kaiser Rudolf II. in den Adelsstand erhoben.